# Uvîn, Radehiv
Uvîn (în ucraineană Увин) este o comună în raionul Radehiv, regiunea Liov, Ucraina, formată numai din satul de reședință.

## Demografie
Componența lingvistică a comunei Uvîn
     Ucraineană (100%)
Conform recensământului din 2001, toată populația comunei Uvîn era vorbitoare de ucraineană (100%).